# Technofilie
Technofilie is een liefde voor en vertrouwen in nieuwe technologieën. Het kan zelfs leiden tot een overmatig geloof in technologische vernieuwing. Volgens de bedenker van de term, Neil Postman, zijn technofielen blind voor de onvolkomenheden van techniek, of voor problemen voor de toekomst. Het tegenovergestelde is technofobie.
Graham geeft twee kenmerken van technofilie:
1. Technologische problemen worden opgelost omwille van het oplossen zelf. Het daadwerkelijke nut van het verbeterde systeem wordt niet afgewogen.
2. De aanname dat datgene wat technologisch gezien het meest geavanceerd is, ook automatisch het beste is.

Technofilie is het tegengestelde van technofobie, de angst voor technologie.